# فیلم دلپذیر
فیلم دلپذیر (انگلیسی: Sweet Movie) یک فیلم هنریِ آوانگارد کمدی-درام به کارگردانی دوشان ماکاویو محصول سال ۱۹۷۴ است. فیلم داستان دو زن را دنبال می‌کند که یکی ملکه زیبایی کانادا و دیگری کاپیتان کشتی و کمونیست انقلابیِ شکست‌خورده است. آهنگساز فیلم، مانوس هاجیداکیس و مدیر فیلمبرداری آن پیر لومه است.

## بازیگران
- کارول لورا
- جان ورنن
- پیر کلمنتی
- مارپسا داون
- سامی فری
- رولان توپور
- آنا پروتسنال